# Belgisch kampioenschap wielrennen voor heren elite 2021
Het Belgisch kampioenschap wielrennen voor heren elite 2021 werd gehouden op 20 juni 2021. De start en finish lagen in Waregem, met een parcours van 221 kilometer daartussenin. De titelverdediger was Dries De Bondt.

## Deelnemers[1]
| Alpecin-Fenix | AG2R-Citroën | Deceuninck–Quick-Step |
| --- | --- | --- |
| 1. Dries De Bondt 2. Floris De Tier 3. Laurens De Vreese 5. Jimmy Janssens 6. Senne Leysen 7. Xandro Meurisse 10. Edward Planckaert 11. Jonas Rickaert 12. Lionel Taminiaux 13. Otto Vergaerde 14. Gianni Vermeersch 16. Louis Vervaeke                                 | 17. Stan Dewulf 18. Lawrence Naesen 19. Oliver Naesen 20. Greg Van Avermaet 21. Gijs Van Hoecke | 22. Tim Declercq 23. Dries Devenyns 24. Remco Evenepoel 25. Iljo Keisse 26. Yves Lampaert 27. Pieter Serry 28. Stijn Steels 29. Bert Van Lerberghe 30. Mauri Vansevenant                                                                                        |
| Intermarché-Wanty-Gobert Matériaux | Lotto Soudal | B&B Hotels p/b KTM |
| 31. Jan Bakelants 32. Aimé De Gendt 33. Jasper De Plus 34. Ludwig De Winter 35. Tom Devriendt 36. Quinten Hermans 37. Baptiste Planckaert 38. Kévin Van Melsen 39. Pieter Vanspeybrouck 40. Loïc Vliegen                                                                | 41. Steff Cras 42. Jasper De Buyst 43. Thomas De Gendt 44. Frederik Frison 45. Philippe Gilbert 46. Kobe Goossens 47. Sébastien Grignard 49. Gerben Thijssen 50. Tosh Van der Sande 51. Maxim Van Gils 52. Brent Van Moer 53. Harm Vanhoucke 54. Florian Vermeersch 55. Viktor Verschaeve                                                                                                   | 58. Frederik Backaert 59. Bert De Backer 60. Jens Debusschere 61. Eliot Lietaer 62. Jonas Van Genechten |
| Bingoal Pauwels Sauces WB | Sport Vlaanderen-Baloise | Tarteletto-Isorex |
| 63. Jonas Castrique 64. Sean De Bie 65. Timothy Dupont 66. Laurens Huys 67. Arjen Livyns 68. Milan Menten 69. Rémy Mertz 70. Kenny Molly 71. Tom Paquot 72. Dimitri Peyskens 73. Laurenz Rex 74. Ludovic Robeet 75. Boris Vallée 76. Jelle Vanendert 77. Quentin Venner | 78. Ruben Apers 79. Cédric Beullens 80. Alex Colman 81. Kenny De Ketele 82. Sander De Pestel 83. Lindsay De Vylder 84. Gilles De Wilde 85. Robbe Ghys 87. Arne Marit 88. Julian Mertens 89. Jens Reynders 90. Thomas Sprengers 91. Fabio Van Den Bossche 92. Aaron Van Poucke 93. Kenneth Van Rooy 94. Ward Vanhoof 95. Aaron Verwilst 96. Jordi Warlop 97. Sasha Weemaes 98. Thimo Willems | 99. Gil D'heygere 100. Stijn De Bock 101. Alfdan De Decker 102. Maxime De Poorter 103. Thomas Joseph 104. Gianni Marchand 105. Jacob Relaes 106. Lennert Teugels 107. Elias Van Breussegem 108. Brent Van De Kerkhove 110. Thibau Verhofstadt 111 .Enzo Wouters |
| Cofidis | Israel Start-Up Nation | Team Jumbo-Visma |
| 112. Piet Allegaert 113. Kenneth Vanbilsen 114. Jelle Wallays | 115. Jenthe Biermans 116. Ben Hermans 117. Tom Van Asbroeck 118. Sep Vanmarcke | 119. Wout van Aert 120. Nathan Van Hooydonck |
| Team DSM | Team Qhubeka-ASSOS | Trek-Segafredo |
| 122. Tiesj Benoot 123. Ilan Van Wilder | 124. Sander Armée 125. Victor Campenaerts 126. Dimitri Claeys | 127. Jasper Stuyven 128. Edward Theuns |
| Arkéa-Samsic | Alpecin-Fenix Development Team | BEAT Cycling |
| 129. Amaury Capiot 131. Christophe Noppe | 132. Ayco Bastiaens 133. Diether Sweeck 134. Guillaume Van Keirsbulck 135. Niels Vandeputte | 136. Jordy Bouts 138. Jules Hesters 139. Stefano Museeuw |
| EvoPro Racing | Lviv Cycling Team | Team SKS-Sauerland |
| 140. Jeroen Eyskens 141. Michael Van Staeyen | 142. Seppe Rombouts | 144. Abram Stockman 145. Michiel Stockman |
| Xelliss-Roubaix Lille Métropole | XSpeed United Continental | Baloise - Trek Lions |
| 146. Mathias De Witte 147. Maximilien Picoux 148. Emiel Vermeulen | 149. Simon Daniels 150. Johan Hemroulle 151. Doron Wiggins | 152. Thijs Aerts 153. Toon Aerts 155. Niels Merckx |
| Pauwels Sauzen-Bingoal | Bahrain-Victorious | Group Hens-Maes Containers |
| 156. Eli Iserbyt 157. Laurens Sweeck 158. Toon Vandebosch 159. Michael Vanthourenhout | 160. Dylan Teuns | 162. Lander Loockx 163. Tom Meeusen 164. Daan Soete |
| BORA-hansgrohe | EF Education-Nippo | INEOS Grenadiers |
| 165. Jordi Meeus | 166. Jens Keukeleire | 167. Laurens De Plus |
| Total Direct Énergie | Eurocyclingtrips-CMI Pro Cycling | Hollebeekhoeve CT |
| 168. Dries Van Gestel | 169. Niels Verdijck | 170. Jens Adams |
| Development Team DSM | Kuweit Pro Cycling Team | |
| 171. Henri Vandenabeele | 172. Mehdi Tigrine | |

## Uitslag[2]
| Plaats | Naam            | Ploeg                     | Tijd     |
| ------ | --------------- | ------------------------- | -------- |
| 1      | Wout van Aert   | Team Jumbo-Visma          | 4u40'41" |
| 2      | Edward Theuns   | Trek-Segafredo            | z.t.     |
| 3      | Remco Evenepoel | Deceuninck-Quick-Step     | +1"      |
| 4      | Jordi Meeus     | BORA-hansgrohe            | +5"      |
| 5      | Milan Menten    | Bingoal Pauwels Sauces WB | z.t.     |
| 6      | Tim Merlier     | Alpecin-Fenix             | z.t.     |
| 7      | Jasper De Buyst | Lotto Soudal              | z.t.     |
| 8      | Jasper Stuyven  | Trek-Segafredo            | z.t.     |
| 9      | Oliver Naesen   | AG2R-Citroën              | z.t.     |
| 10     | Amaury Capiot   | Arkéa-Samsic              | z.t.     |